# Lampocteis cruentiventer
Lampocteis cruentiventer Harbison, Matsumoto & Robison, 2001 è l'unica specie di ctenofori della famiglia monogenerica Lampoctenidae. La L. cruentiventer è anche chiamata "bloodybelly comb jelly" (ctenoforo dal ventre insanguinato).
Il primo ritrovamento (e conseguente identificazione) di questi ctenofori, è avvenuto nel 1979, nelle acque dell'Oceano Pacifico al largo di San Diego, in California. Sono stati descritto dalla scienza nel 2001 da Harbison, Matsumoto e Robison.

## Descrizione
La L. cruentiventer ha un corpo di colore rosso, di diverse gradazioni, ma sempre con uno stomaco di colore rosso-sangue, caratteristica alla quale deve il suo nome. Si pensa che questo colore diffuso serva a mascherare la bioluminescenza della L. cruentiventer a potenziali predatori, anche se alle profondità dove questa specie vive, i colori non sono più visibili. Le L. cruentiventer vivono infatti nella zona mesopelagica, fra i 300 m ed i 1000 m sotto il livello del mare.
Gli esemplari esaminati misuravano fra 1,5 cm e 16 cm di lunghezza, per 1,2 cm fino a 10 cm di larghezza. Il corpo è formato da due lobi molto evidenti, percorsi da fila di ciglia iridescenti. Le ciglia sono in continuo movimento, muovendo una corrente d'acqua che trasporta gli alimenti fino alla bocca. Le L. cruentiventer si nutrono essenzialmente di zooplancton, come gli altri ctenofori.

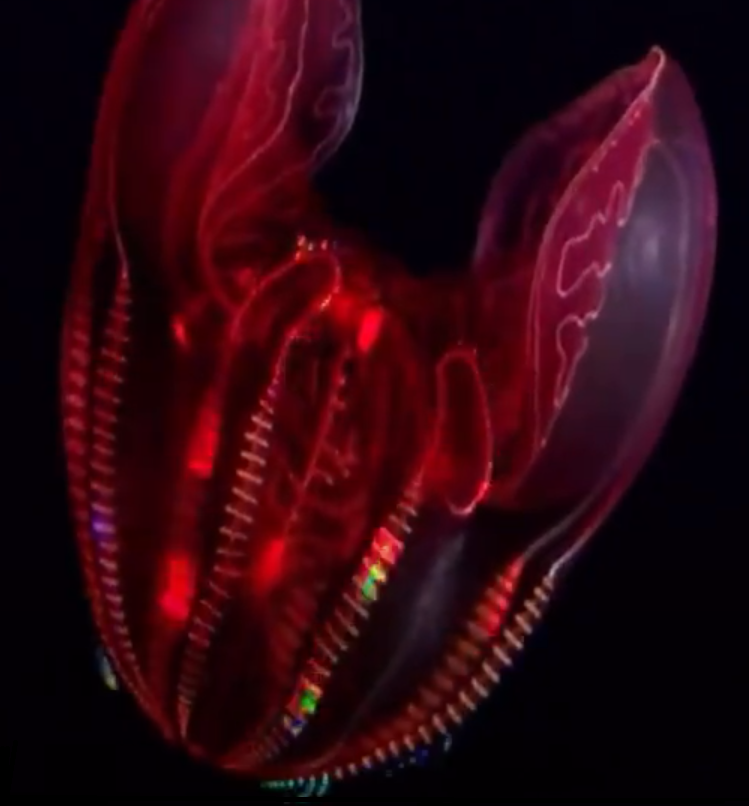
Lampocteis